# Esteve Mercadal i Dou
Esteve Mercadal i Dou, canonge i ardiaca de Vic, va ésser nomenat President de la Generalitat de Catalunya el 22 de juliol de 1674.
Era fill del notari Antoni Ramon Mercadal i de Margarida Dou de Sant Privat d'en Bas. Els seus oncles: Esteve Dou va ser ciutadà honrat de Barcelona i Francesc Dou va ser bisbe de Barcelona (1668-1673) i ardiaca de la seu de Vic, on probablement va estar substituït pel seu nebot Esteve Mercadal.
Durant el seu mandat al front de la Generalitat es varen succeir les contínues incursions de tropes franceses a l'Empordà i el Rosselló arribant fins i tot a Girona. La monarquia francesa declara la guerra el 29 d'octubre de 1673. Els dos primers anys varen ser favorables a la corona espanyola, però l'abril de 1675 els francesos concentraren 13.000 infants i 4.000 cavallers per a preparar la invasió. Van conquerir l'Empordà però van ser aturats a Girona. Amb tot, el 1675 es preveia una nova incursió i Esteve Mercadal inicia un reclutament per a fer front a l'assalt visitant Vic, Berga, Ripoll, Camprodon, la Vall d'Hostoles, Santa Pau i Olot.
El virrei canvia tres cops: Francisco de Tutavila y del Rufo, Juan Antonio Pacheco Osorio Toledo i Alexandre Farnese.